# Linea Myōken
La  linea Myōken (妙見線?, Myōken-sen) delle Ferrovie Nose è una ferrovia a scartamento ferroviario che collega le stazioni di Kawanishi-Noseguchi a Kawanishi, nella prefettura di Hyōgo e Myōkenguchi, a Toyono, nella prefettura di Osaka a carattere prevalentemente locale.

## Servizi
I treni sono classificati secondo sei tipologie.
- Locale (普通?, futsū)

Attivo tutto il giorno, ferma in tutte le stazioni
- Espresso Myōken (妙見急行?, Myōken Kyūkō) ("EM")

Attivo la mattina dei giorni feriali fra Myōkenguchi e Kawanishi-Noseguchi
- Espresso Nissei (日生急行?, Nissei Kyūkō) ("EN")

Attivo la mattina dei sabato, collega la stazione di Nissei Chūō sulla linea Nissei e si immette sulla linea Myōken alla stazione di Yamashita per poi continuare fino a Kawanishi-Noseguchi. 
- Nissei Express (特急日生エクスプレス?, Tokkyū Nissei Ekusupuresu) ("EL")

Attivo nei giorni lavorativi, collega la stazione di Nissei-Chūō sulla linea Nissei e si immette sulla linea Myōken alla stazione di Yamashita per poi continuare fino a Umeda la mattina, e in direzione opposta la sera.

## Stazioni
Nella tabella sottostante vengono mostrati gli schemi delle fermate dei vari servizi abbreviati con le lettere corrispondenti (vedi sezione precedente). Se nella casella non è presente alcuna lettera, significa che il treno non ferma presso questa stazione. Oltre ai treni indicati, esistono i servizi Locali, che fermano in tutte le stazioni. 
| Stazione                    | Giapponese                  | Distanza interst.           | Distanza totale             | EM                                                                       | EN                                                                       | EL                                                                       | Collegamenti                                                             | Posizione                                                                |
| --------------------------- | --------------------------- | --------------------------- | --------------------------- | ------------------------------------------------------------------------ | ------------------------------------------------------------------------ | ------------------------------------------------------------------------ | ------------------------------------------------------------------------ | ------------------------------------------------------------------------ |
| Sezione di servizio diretto | Sezione di servizio diretto | Sezione di servizio diretto | Sezione di servizio diretto | Da Kawanishi-Noseguchi Nissei Express, via linea Takarazuka fino a Umeda | Da Kawanishi-Noseguchi Nissei Express, via linea Takarazuka fino a Umeda | Da Kawanishi-Noseguchi Nissei Express, via linea Takarazuka fino a Umeda | Da Kawanishi-Noseguchi Nissei Express, via linea Takarazuka fino a Umeda | Da Kawanishi-Noseguchi Nissei Express, via linea Takarazuka fino a Umeda |
| Kawanishi-Noseguchi         | 川西能勢口                  | -                           | 0.0                         | ●                                                                        | ●                                                                        | ●                                                                        | Linea Takarazuka Linea Fukuchiyama (Kawanishi-Ikeda)                     | Kawanishi Hyōgo                                                          |
| Kinunobebashi               | 絹延橋                      | 1.2                         | 1.2                         | ↑                                                                        | ↑                                                                        | ｜                                                                       |                                                                          | Kawanishi Hyōgo                                                          |
| Takiyama                    | 滝山                        | 0.9                         | 2.1                         | ↑                                                                        | ↑                                                                        | ｜                                                                       |                                                                          | Kawanishi Hyōgo                                                          |
| Uguisunomori                | 鶯の森                      | 0.6                         | 2.7                         | ↑                                                                        | ↑                                                                        | ｜                                                                       |                                                                          | Kawanishi Hyōgo                                                          |
| Tsuzumigataki               | 鼓滝                        | 0.8                         | 3.5                         | ↑                                                                        | ↑                                                                        | ｜                                                                       |                                                                          | Kawanishi Hyōgo                                                          |
| Tada                        | 多田                        | 0.7                         | 4.2                         | ↑                                                                        | ↑                                                                        | ｜                                                                       |                                                                          | Kawanishi Hyōgo                                                          |
| Hirano                      | 平野                        | 1.0                         | 5.2                         | ●                                                                        | ●                                                                        | ●                                                                        |                                                                          | Kawanishi Hyōgo                                                          |
| Ichinotorii                 | 一の鳥居                    | 1.2                         | 6.4                         | ●                                                                        | ↑                                                                        | ｜                                                                       |                                                                          | Kawanishi Hyōgo                                                          |
| Uneno                       | 畦野                        | 0.7                         | 7.1                         | ●                                                                        | ●                                                                        | ●                                                                        |                                                                          | Kawanishi Hyōgo                                                          |
| Yamashita                   | 山下                        | 1.1                         | 8.2                         | ●                                                                        | ●                                                                        | ●                                                                        | Linea Nissei                                                             | Kawanishi Hyōgo                                                          |
| Sasabe                      | 笹部                        | 0.4                         | 8.6                         | ●                                                                        |                                                                          |                                                                          |                                                                          | Kawanishi Hyōgo                                                          |
| Kōfūdai                     | 光風台                      | 1.7                         | 10.3                        | ●                                                                        |                                                                          |                                                                          |                                                                          | Toyono Osaka                                                             |
| Tokiwadai                   | ときわ台                    | 0.9                         | 11.2                        | ●                                                                        |                                                                          |                                                                          |                                                                          | Toyono Osaka                                                             |
| Myōkenguchi                 | 妙見口                      | 1.0                         | 12.2                        | ●                                                                        |                                                                          |                                                                          | Funicolare Myōken (Kurokawa)                                             | Toyono Osaka                                                             |